# Fabara
Fabara (Favara en catalán) es un municipio español y aragonés ubicado en la comarca zaragozana del Bajo Aragón-Caspe, a 242 m s. n. m. Se halla situado a 127 km al este de Zaragoza, la capital provincial, y a 29 km de la capital comarcal, Caspe. Su término municipal ocupa 101,63 km². Tiene una población de 1228 habitantes (INE 2008). 
Históricamente se considera adscrita a la región de La Franja Oriental de Aragón, caracterizada lingüísticamente por el uso del catalán.

## Toponimia
El término Fabara proviene del árabe حوارة, ḤAWWÃRA, tribu bereber, o bien de فوارة, FAWWÃRA, "fuente copiosa, manantial" 

## Historia

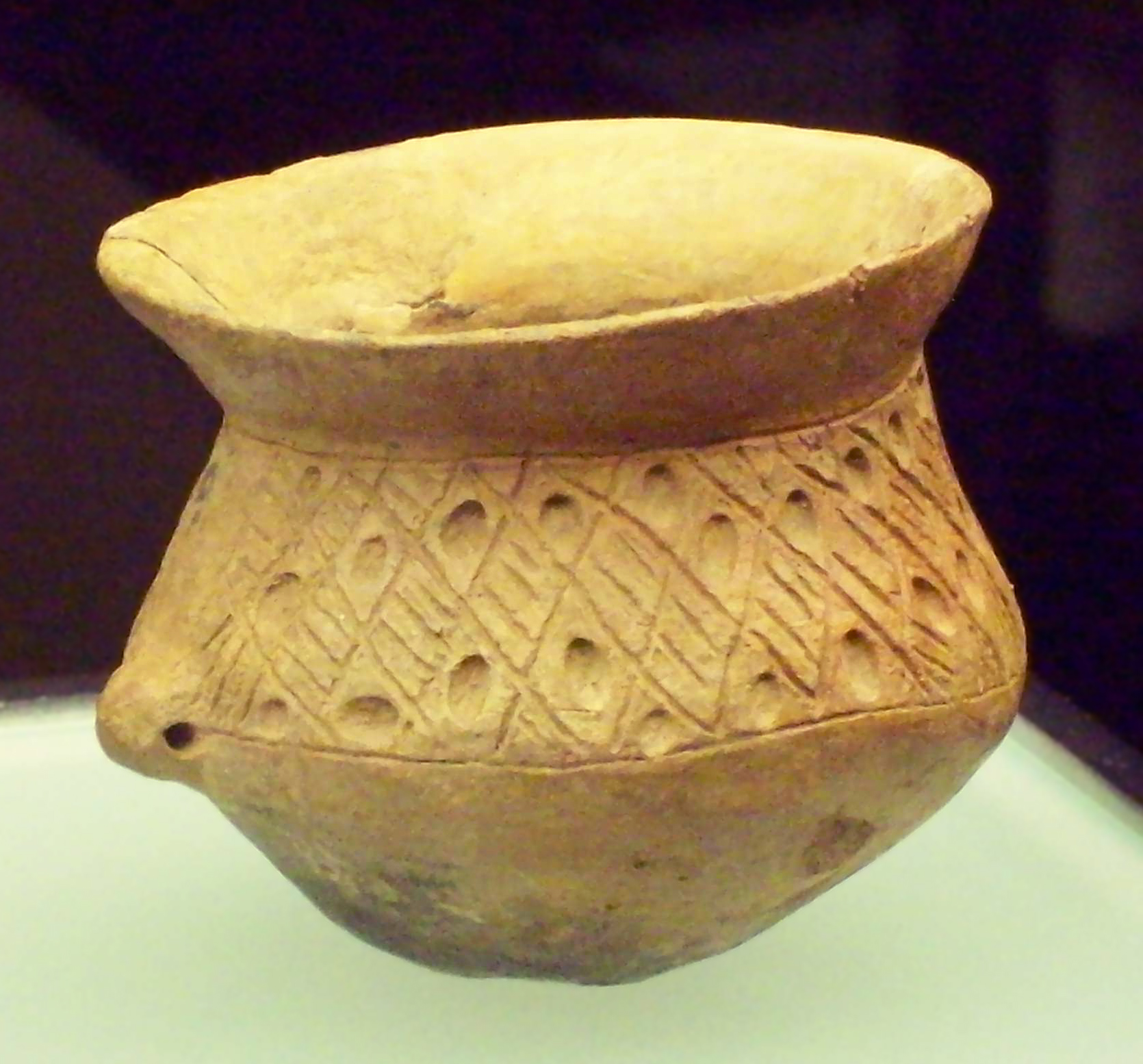
Vasija del Bronce Final, conocida como "Vaso prehistórico de Fabara", hallada en el Roquizal del Rullo (M.A.N., Madrid)

Hay constancia de asentamientos de población epipaleolíticos desde el año 5000 a. C. El Roquizal del Rullo, dentro del término municipal de Fabara, es considerado el yacimiento de la Edad de Hierro más importante de Aragón.
Testigo de la romanización de la península ibérica, la localidad conserva uno de los mejores ejemplos de arquitectura funeraria del Imperio romano, el mausoleo de Lucio Emilio Lupo, o mausoleo de Fabara, declarado monumento nacional en 1931, y más conocido en el pueblo como "caseta dels moros".
A pesar de la presencia poblacional continua, el nombre de Fabara revela raíces bereberes (tribu de los hawara), apareciendo constancia de él por primera vez en el siglo XIII, lo que hace pensar que el asentamiento actual tuvo su origen en la llegada de los musulmanes a la península ibérica a partir del año 711.
Con la reconquista por parte del Reino de Aragón, la localidad pasaría la mayor parte del tiempo, hasta 1428, en manos de los Caballeros Calatravos de Alcañiz.

## Demografía
Fabara cuenta con una población de 1047 habitantes (INE 2024).
| Gráfica de evolución demográfica de Fabara entre 1842 y 2021                                                          |
| |
| Población de derecho según los censos de población del INE. Población de hecho según los censos de población del INE. |

## Economía
| Sector de actividad | Núm. personas | Población activa |
| ------------------- | ------------- | ---------------- |
| Agricultura         | 231           | 45,30%           |
| Servicios           | 119           | 23,33%           |
| Industria           | 59            | 11,57%           |
| No consta           | 55            | 10,79%           |
| Construcción        | 46            | 9,01%            |

(Fuente: elaboración propia a partir de Microdatos INE 2001)

## Administración y política
| Período   | Alcalde                              | Partido |
| --------- | ------------------------------------ | ------- |
| 1979-1983 | Pedro Canceller Busón                | Ind.    |
| 1983-1987 |                                      |         |
| 1987-1991 |                                      |         |
| 1991-1995 |                                      |         |
| 1995-1999 |                                      |         |
| 1999-2003 |                                      |         |
| 2003-2007 |                                      |         |
| 2007-2011 | Francisco Javier Doménech Villagrasa | PSOE    |
| 2011-2015 | Francisco Javier Doménech Villagrasa | PSOE    |
| 2015-2019 | Francisco Javier Doménech Villagrasa | PSOE    |
| 2019-2023 | Francisco Javier Doménech Villagrasa | PSOE    |

| Partido político    | Partido político                                   | 2003   | 2007   | 2011   | 2015   |
| Partido político    | Partido político                                   | Ediles | Ediles | Ediles | Ediles |
|                     | Partido de los Socialistas de Aragón (PSOE-Aragón) | 5      | 5      | 5      | 6      |
|                     | Partido Popular de Aragón (PP)                     | 4      | 3      | 4      | 3      |
|                     | Chunta Aragonesista (CHA)                          | 0      | 1      | —      | —      |
|                     | Partido Aragonés (PAR)                             | 0      | 0      | —      | —      |
| Total de concejales | Total de concejales                                | 9      | 9      | 9      | 9      |

## Cultura

### Lengua
La población, como en el resto de la región de La Franja, es bilingüe: la lengua natural es el catalán, en su modalidad local denominada fabarol. Como en el resto del catalán de Aragón, el fabarol está salpicado de numerosos términos procedentes del aragonés, debido a su proximidad con Caspe, zona aragonesoparlante hasta bien entrado el siglo XVII, y de castellanismos, por la influencia posterior. Además del catalán, toda la población conoce el castellano.

### Patrimonio

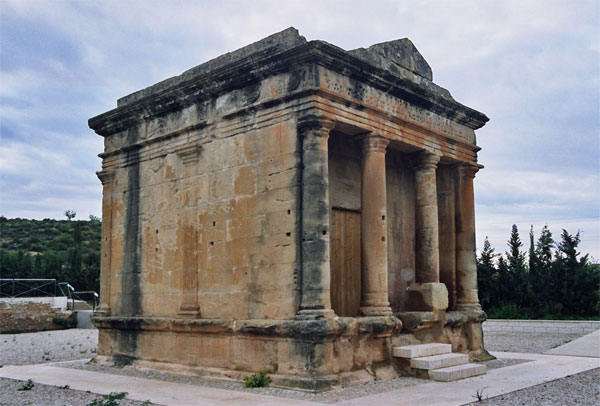
Mausoleo romano de Lucio Emilio Lupo.

- Yacimiento arqueológico de Roquizal del Rullo (Lo Roquissal del Rullo): restos de un poblado ibérico. Ubicado a 4 km del casco urbano, en el cruce de La Vall dels Tolls con el río Algars
- Mausoleo romano de Lucio Emilio Lupo
- Ayuntamiento de Fabara, alzado sobre parte del palacio de la Princesa de Belmonte
- Iglesia Parroquial de San Juan Bautista: siglo XIII-XIV, estilo gótico mediterráneo
- Ermita de Santa Bárbara

### Fiestas
- Folklore autóctono: Danza del Polinario y la Jota de Fabara
- Semana Santa del Bajo Aragón: procesiones y rompida de la hora con bombos y tambores
- Fiesta de Kintos y su Hoguera característica el primer fin de semana de marzo

### Espacios culturales
- Museo de Pintura Virgilio Albiac, dedicado a este pintor fabarol, contiene unas 40 de sus obras
- Espacio Expositivo del Mausoleo Romano
- Biblioteca pública y hemeroteca
- Cine municipal